# X-Video Bitstream Acceleration
X-Video Bitstream Acceleration (XvBA) ist eine proprietäre Programmierschnittstelle für AMD-Radeon-Grafikkarten, über die das Dekodieren von Videoströmen und Nachbearbeiten des dekodierten Materials auf Linux-basierten Betriebssystemen von der CPU größtenteils auf die Grafikkarte verlagert werden kann (Hardwarebeschleunigung).
Durch XvBA soll ermöglicht werden, folgende Berechnungen an die Grafikkarte auszulagern:
Bewegungskompensation, inverse diskrete Kosinustransformation und das Variable Length Coding bei den Videoformaten MPEG-2, MPEG-4 AVC (H.264) und VC-1, für AVC und VC-1 darüber hinaus das Deblocking.
Seit November 2009 unterstützt ein proprietärer Treiber namens xvba-video Software mit Unterstützung für Video Acceleration API dabei, über XvBA Hardwarebeschleunigung von AMD-Grafikkarten der Radeon-Serie auszulagern.

## Andere Schnittstellen
- Video Decode and Presentation API for Unix (VDPAU) ist eine vergleichbare, offene Programmierschnittstelle für unixoide Betriebssysteme, die ursprünglich von Nvidia entwickelt wurde.
- Video Acceleration API (VaAPI) ist eine offene Schnittstelle (und Programmbibliothek) des Herstellers Intel für unixoide Betriebssysteme, welche nach der Installation weiterer Softwarebibliotheken sowohl XvBA als auch VDPAU als Backend unterstützt. Dadurch kann jede Software mit der Unterstützung für VaAPI auch XvBA und VDPAU verwenden.
- DirectX Video Acceleration ist eine vergleichbare Technik von Microsoft für Windows.
- Video Decode Acceleration Framework ist das API zum hardwarebeschleunigten Decodieren von H.264 unter macOS